# Løgtingswahl 1936
- Sozialdemokraten: 6
- Selbstverwaltung: 8
- Unionisten: 8
- Geschäftsparty: 2

Die Løgtingswahl 1936 auf den Färöern fand am 28. Januar 1936 statt. Es war die letzte Wahl vor dem Ausbruch des Zweiten Weltkrieges.

## Die Wahl
Großer Gewinner dieser Wahl mit fast 14 Prozent Zugewinn war der Javnaðarflokkurin von Peter Mohr Dam.
Großer Verlierer dieser Wahl mit mehr als 16 Prozent Verlust war der Sambandsflokkurin von Andrass Samuelsen.
Der Sjálvstýrisflokkurin mit Jóannes Patursson erlitt hingegen nur leichte Verluste und wurde größte Partei im Løgting.
Die konservative Wirtschaftspartei Vinnuflokkurin  war erst kurz vor der Wahl von Thorstein Petersen gegründet worden und trat zum ersten und einzigen Mal bei einer Løgtingswahl an.

## Ergebnisse der Løgtingswahl vom 28. Januar 1936
Die Gesamtzahl der Abgeordneten stieg von 21 auf 24. Alle vier Parteien, die an der Wahl teilgenommen hatten, zogen ins Parlament ein.
| Partei                   | Stimmen | Prozent | Sitze |  |
| ------------------------ | ------- | ------- | ----- |  |
| D – Sjálvstýrisflokkurin | 2.694   | 34,2    | 8     |  |
| B – Sambandsflokkurin    | 2.654   | 33,7    | 8     |  |
| C – Javnaðarflokkurin    | 1.891   | 24,0    | 6     |  |
| V – Vinnuflokkurin       | 641     | 8,1     | 2     |  |
| Gesamt                   | 7.880   | 100     | 24    |  |